# Annessina A1
L'annessina A1, conosciuta anche come lipocortina 1, è una proteina codificata dal gene ANXA1, situato sul cromosoma 9 umano.
La proteina possiede proprietà antinfiammatorie perché è in grado di sopprimere sia l'attività della fosfolipasi A2 sià l'attività leucocitaria.

## Ruolo
Si lega ai recettori per il formil-peptide e attraverso ciò può essere responsabile dello sviluppo di metastasi.
Essa svolge anche un ruolo nella guarigione della mucosa gastrica. È secreta dalle cellule digerenti nel caso di rettocolite ulcerosa e altre malattie infiammatorie intestinali
 e sono in grado di agire nella sedazione del processo infiammatorio.
La sua espressione genica è stimolata da glucocorticoidi per un'azione anti-infiammatoria e viene abbondantemente prodotta dai granulociti neutrofili.
A livello cellulare, è stimolata dagli ioni calcio, si lega ai fosfolipidi di membrana cellulare, contribuendo a ripararla.